# The Boat Race

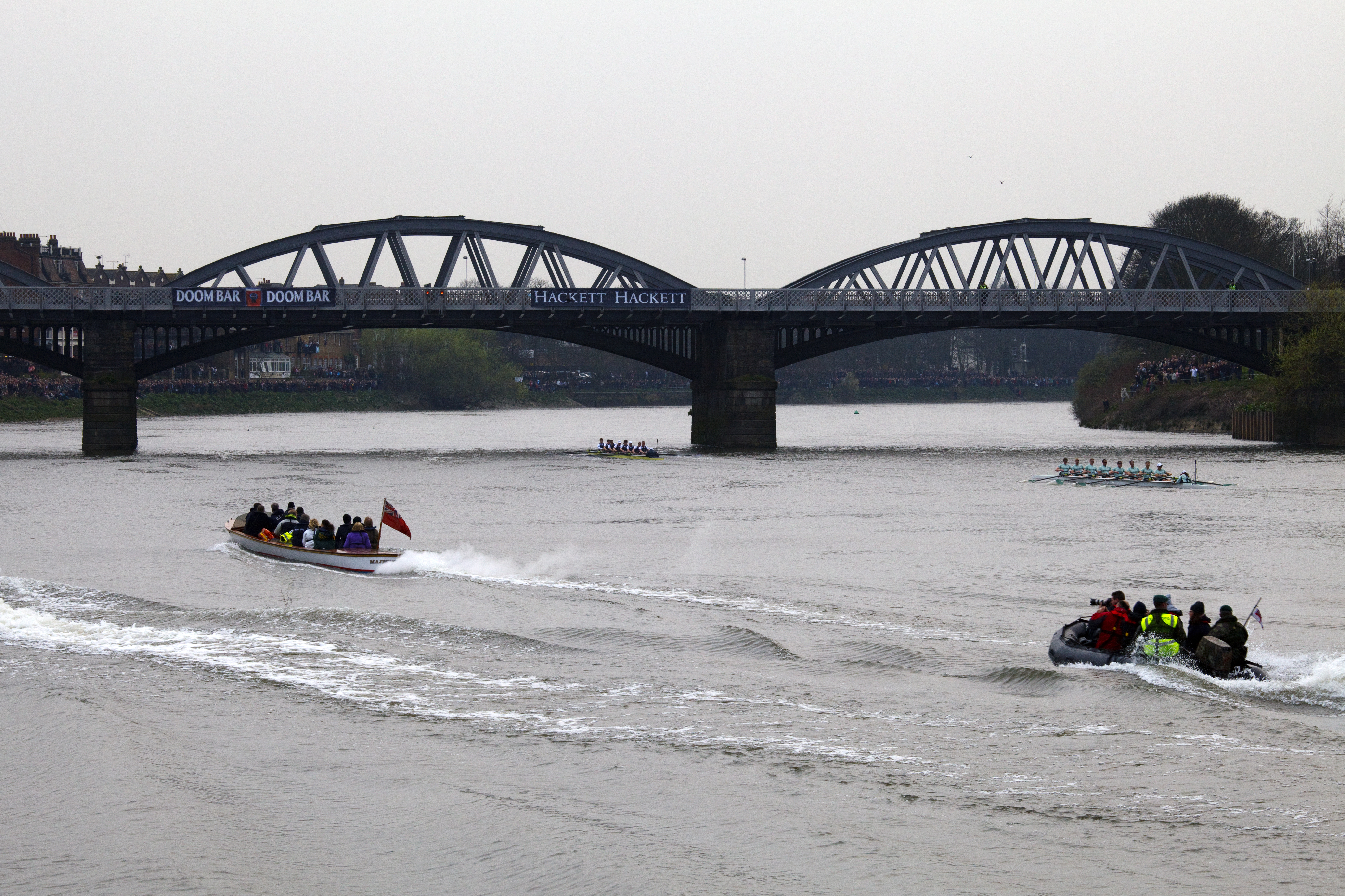

The Boat Race je závod osmiveslic reprezentujících Oxfordskou univerzitu a Univerzitu v Cambridge. Jezdí se v Londýně na řece Temži (mezi Putney a Mortlake), trať je dlouhá 6779 m. První ročník se jel v roce 1829, od roku 1856 se závod koná každoročně na přelomu března a dubna. Po 165. ročníku v roce 2019 vyhrává Cambridge nad Oxfordem 84:80, v roce 1877 vyhlásili rozhodčí závod za nerozhodný. 
V ženském závodě historicky vede (po 74. ročníku v roce 2019) Cambridge nad Oxfordem 44:30.
V roce 2013 se ho účastnil jako první Čech i Milan Bruncvík (Cambridge).
Nejstarším účastníkem a vítězem závodu byl v roce 2019 James Cracknell (46 let, student Cambridge).